# شمعی (گیاه)
شمعی، مومی (نام علمی: Hoya carnosa) نام یک گونه از سرده شمعی است.

## نگارخانه

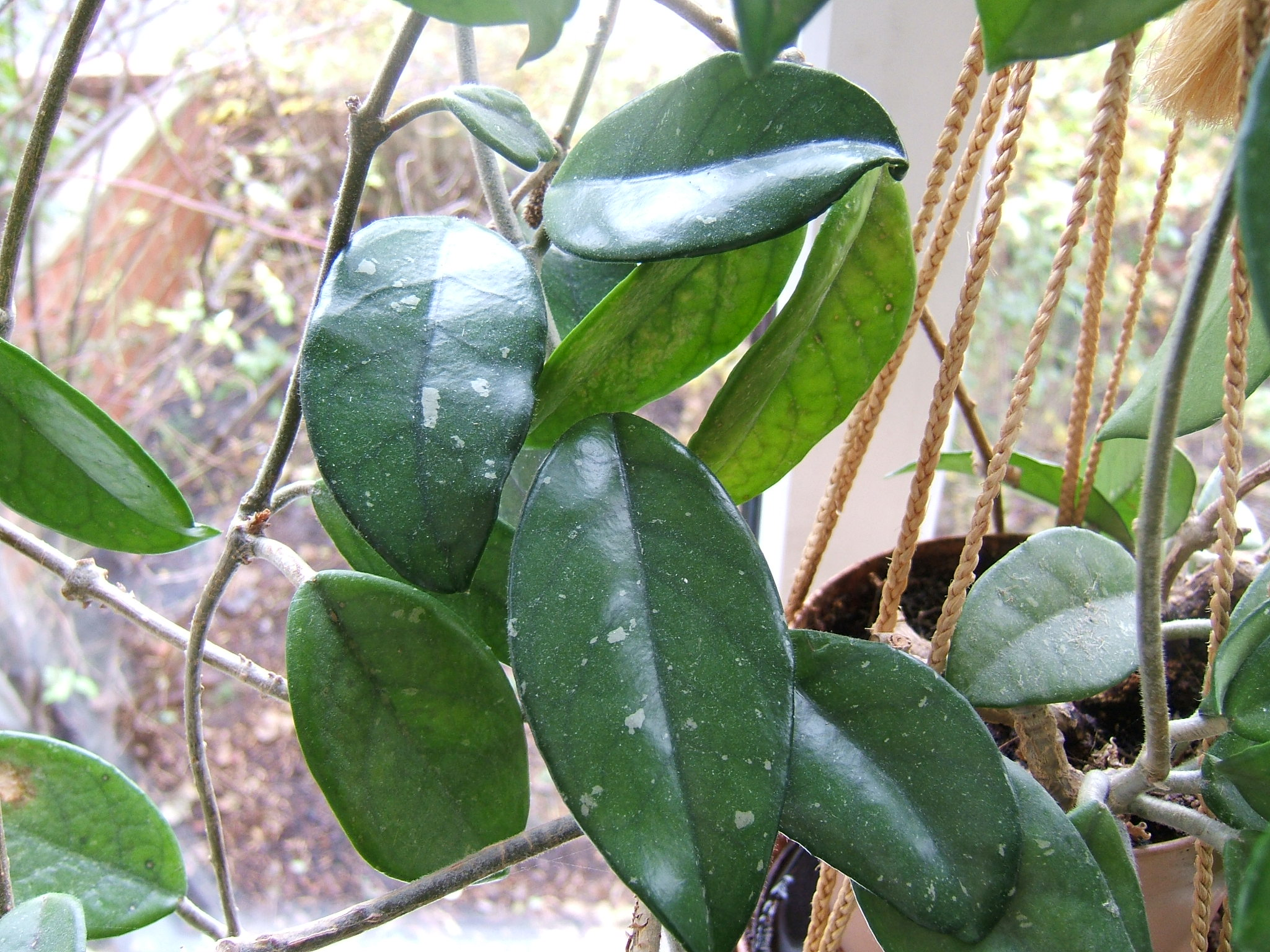
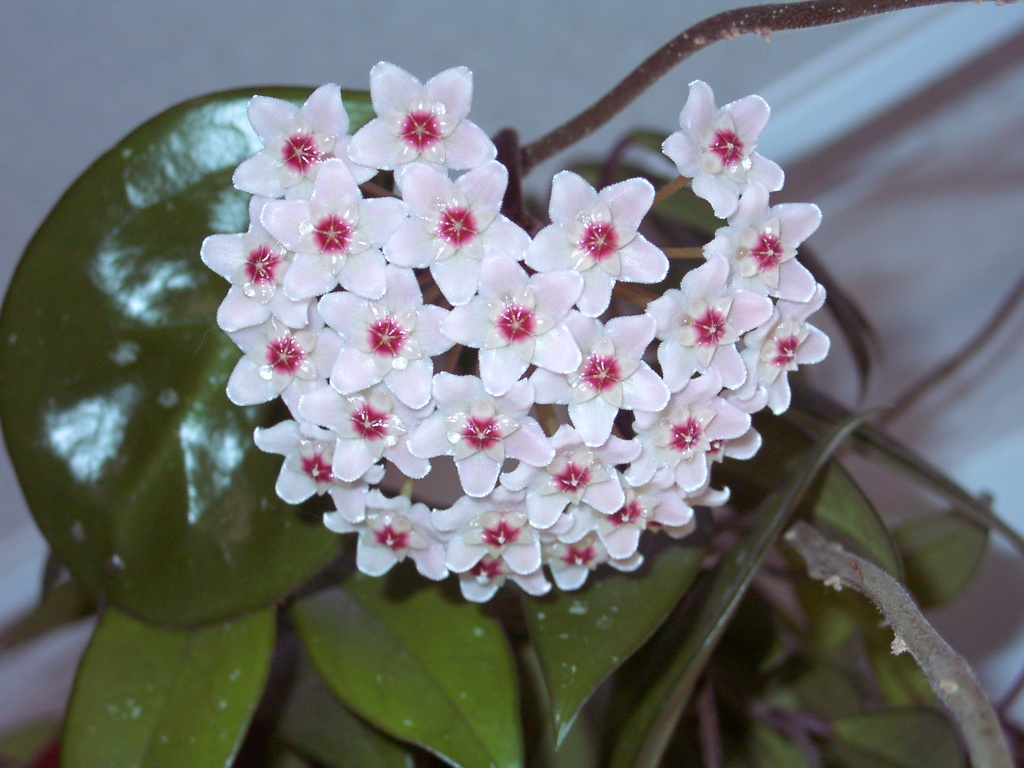
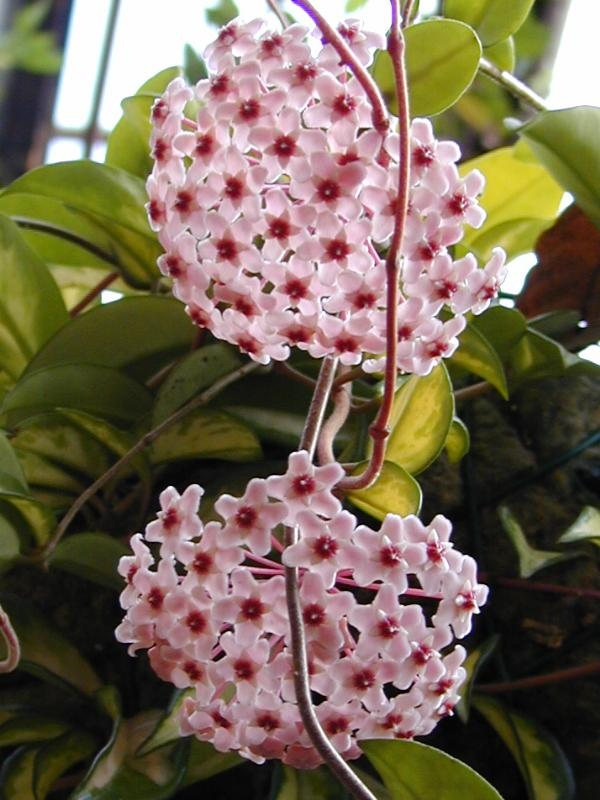
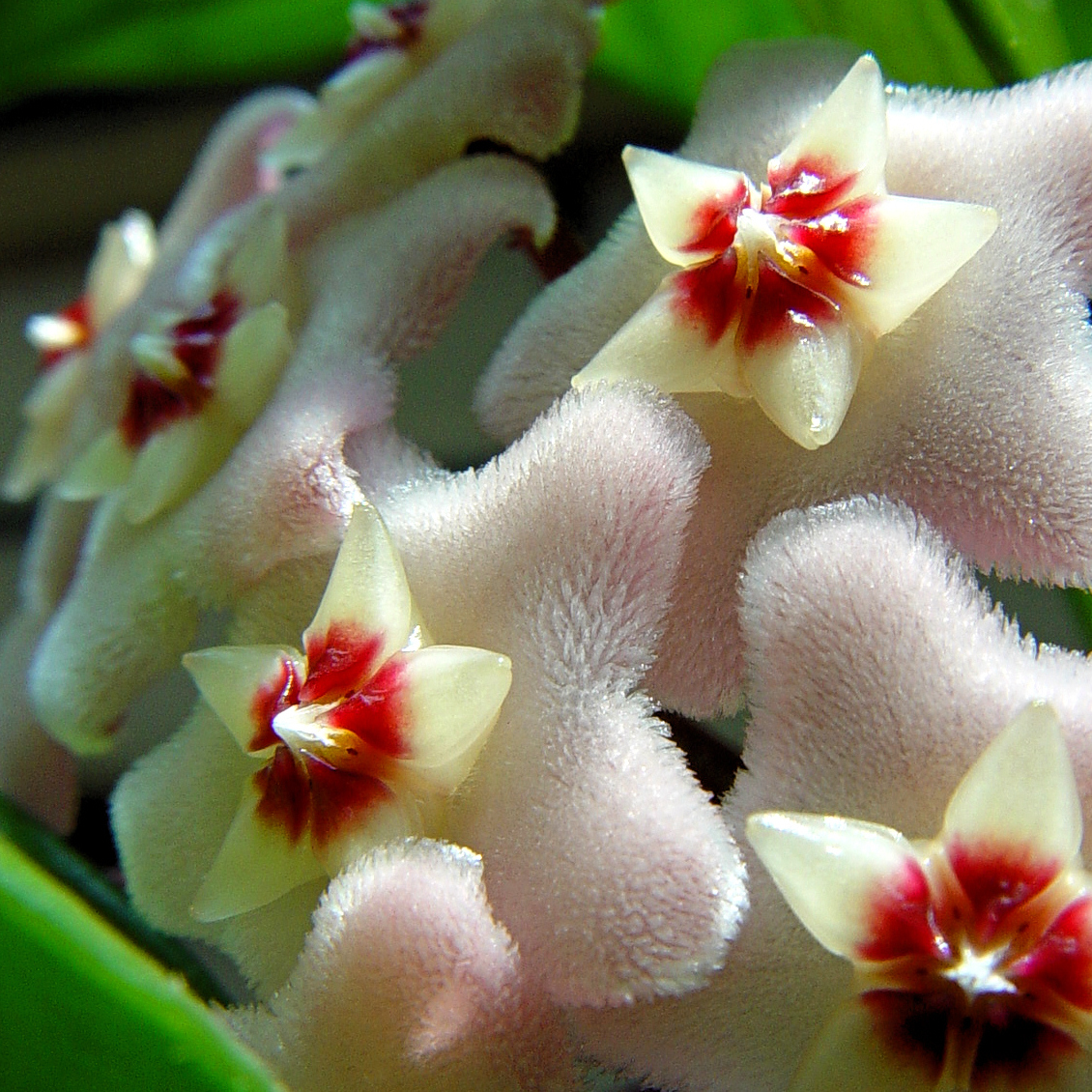
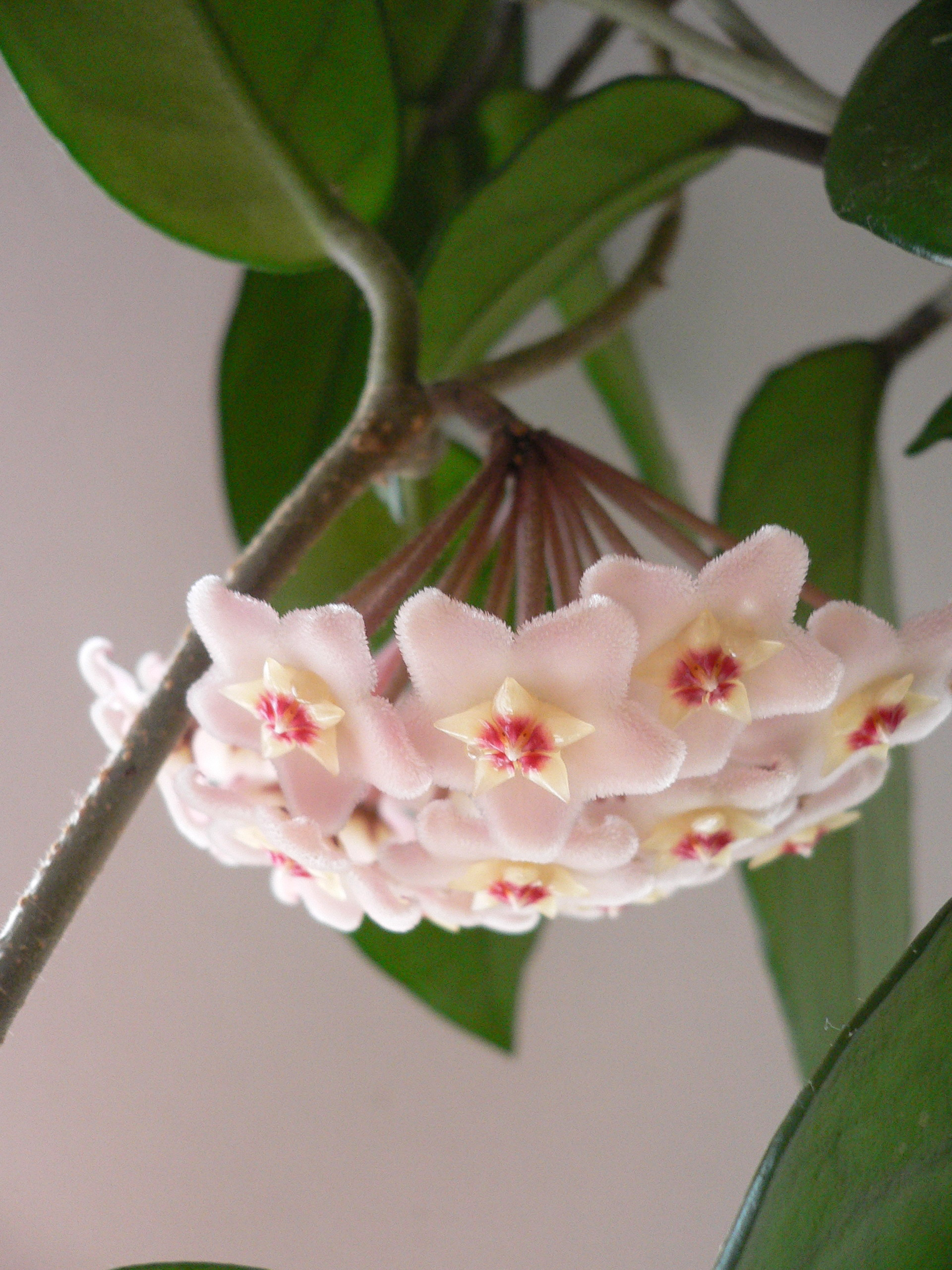
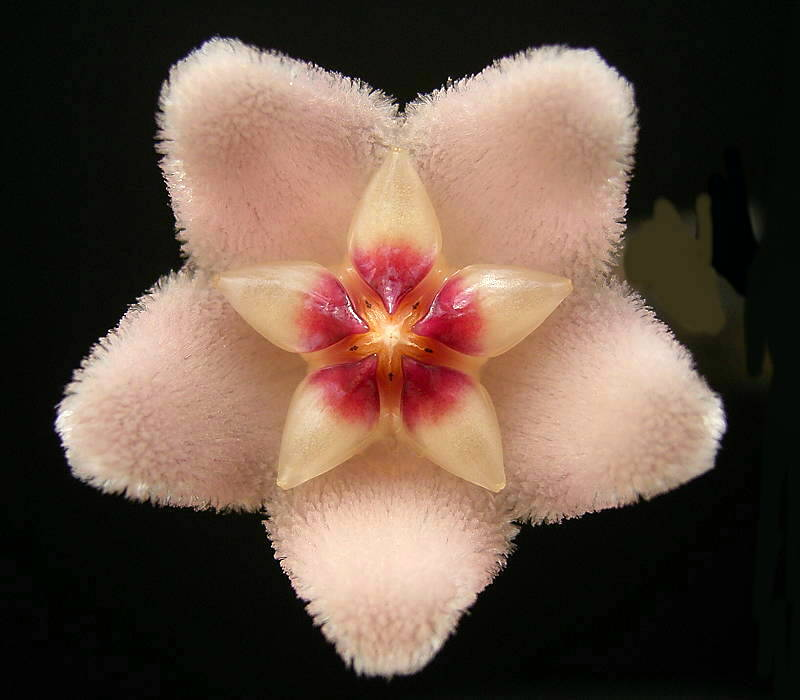
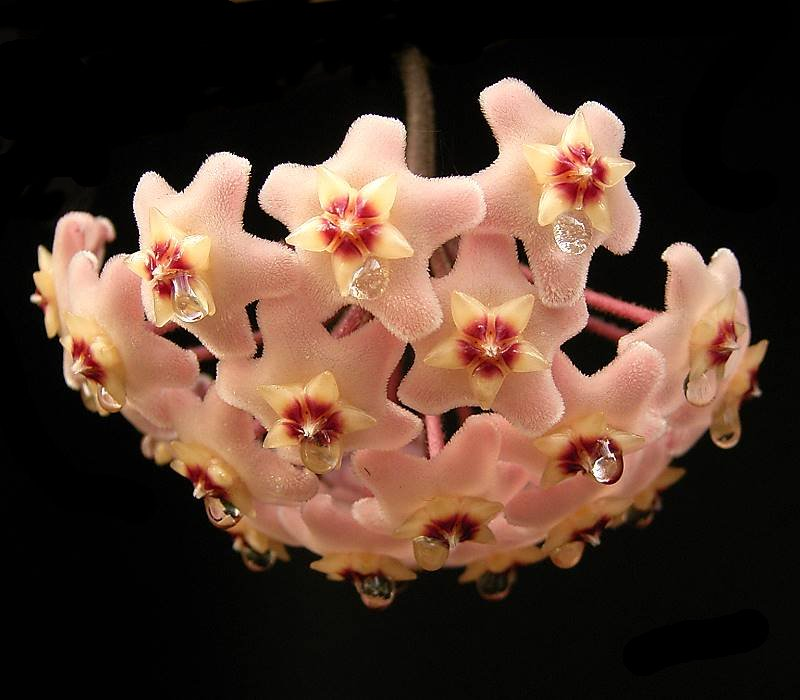
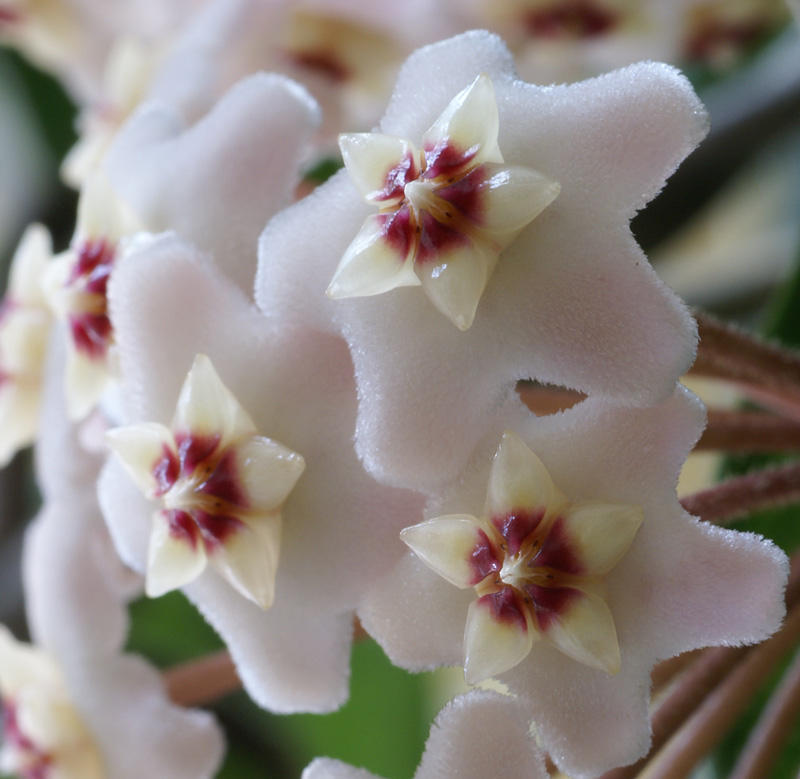